# ВЕС Stor-Rotliden
ВЕС Stor-Rotliden — наземна вітрова електростанція у Швеції. Знаходиться у північній частині країни в лені Вестерботтен.
Площадка станції розташована на північний-захід від Умео, біля Fredrika в комуні Оселе. Будівельні роботи тут розпочались у 2009-му, а за два роки ввели в експлуатацію 40 вітрових турбін данської компанії Vestas: 29 типу V90/2000 та 11 типу V90/1800, які відрізняються потужністю — 2 або 1,8 МВт. Діаметр ротору турбіни 90 метрів, висота башти 95 метрів.
Проектне виробництво електроенергії на ВЕС Stor-Rotliden має становити 240 млн кВт-год. на рік.
Видача продукції відбувається по ЛЕП до гідроелектростанції Тугген біля Lycksele. Її довжина становить 45 км, напруга 130 кВ.